# Don't Leave Me Behind/Silent Stream
Singles de Ami Suzuki
Nothing Without You
(1999) Be Together
(1999)
Don’t Leave Me Behind / Silent Stream, écrit Don't leave me behind / Silent Stream, est le 6e single de Ami Suzuki, sorti en 1999.

## Présentation
Ce single "double face A" sort le 17 mars 1999 au Japon sous le label True Kiss Disc de Sony Music Japan, coécrit et produit par Tetsuya Komuro. Il ne sort qu'un mois après le précédent, Nothing Without You. Il atteint la 3e place du classement de l'Oricon. Il se vend à 198 790 exemplaires la première semaine, et reste classé pendant 5 semaines, pour un total de 273 000 exemplaires vendus durant cette période. C'est le seul single "double face A" de la chanteuse pour ce label.
La chanson Don't leave me behind a été utilisée comme thème musical pour une campagne publicitaire pour la marque Kodak, tandis que Silent Stream a été utilisée pour une campagne publicitaire pour la boisson Bireley's. Les paroles de la première sont de Ami Suzuki (alias Ami) et Marc Panther, compère de Komuro dans le groupe globe, sur une musique de Komuro. Celles de la seconde sont de Marc Panther sur une musique de Cozy Kubo. Elles figureront sur le premier album de la chanteuse, SA qui sort la semaine suivante, puis sur sa compilation FUN for FAN de 2001.

## Liste des titres
| 1. | Don't leave me behind                                  | MARC & Ami / Tetsuya Komuro / Cozy Kubo     | 4:42 |
| 2. | Silent Stream                                          | MARC / Cozy Kubo / Cozy Kubo                | 5:21 |
| 3. | Don't leave me behind (TV Mix) (version instrumentale) | (instrumental) / Tetsuya Komuro / Cozy Kubo | 4:43 |
| 4. | Silent Stream (TV mix) (version instrumentale)         | (instrumental) / Cozy Kubo / Cozy Kubo      | 5:19 |